# Jablunkov
Jablunkov (v místním nářečí a polsky Jabłonków, německy Jablunkau) je město v jihovýchodní části okresu Frýdek-Místek v Moravskoslezském kraji, na soutoku řek Olše a Lomné. Jedná se o nejvýchodnější město Česka. Žije zde přibližně 5 300 obyvatel, z čehož značnou část obyvatel tvoří početná polská menšina (871 podle Sčítání lidu, domů a bytů v roce 2021). Sousedními obcemi sídla jsou Písečná, Dolní Lomná, Bocanovice, Písek, Návsí a Mosty u Jablunkova.

## Historie
První písemná zmínka o obci pochází z roku 1435. Kolem roku 1447 byl Jablunkov Uhry zcela zničen. Po této události se pravděpodobně část Jablunkovanů přesídlila do míst, kde se Lomná vlévá do Olše, a tam začalo budování nového Jablunkova. Název obce je odvozen z výrazu „jablum“, jež pochází z latinského gabella a jež značí „poplatek“. Původní osada či hradiště totiž leželo na obchodní stezce a od obchodníků zde byly vybírány celní poplatky. Osada se postupně rozrůstala a v roce 1560 získala městská práva. V té době již byly součástí obce dva mlýny a pivovar.
V roce 1938 využilo Polsko Mnichovské dohody a vynutilo si na Československu odstoupení východní části československého Těšínska s přilehlým pruhem Čadecka; Jablunkov se tak ocitl na polském území. V první den druhé světové války polská vojska ze zabrané části českého Těšínska ustoupila.

### Jablunkovští Židé
V první polovině 18. století se v obci usídlili první Židé a v roce 1864 si pro svou potřebu otevřeli modlitebnu. V roce 1902 jablunkovští Židé založili spolek Jablunkauer Israelitischen Bethausverein, při němž vedli i školu. V roce 1908 spolek odkoupil v sousedství katolického hřbitova pozemek, na němž byl založen židovský hřbitov i s márnicí. Nejstarší dochovaný náhrobní kámen s letopočtem ovšem nese údaj z roku 1903 a na hřbitově se nacházejí i starší kameny bez datace. Hřbitov byl využíván až do vypuknutí druhé světové války. V roce 2009 bylo na hřbitovu evidováno 26 částečně nebo úplně dochovaných židovských náhrobních kamenů, přičemž 6 z nich nestálo na svém původním místě.

## Městská správa
V letech 1960–1993 k městu patřilo Návsí.

## Folklór
Jablunkov je centrem horské části Těšínského Slezska s jedinečným folklórem. Každý rok se na přelomu července a srpna v Jablunkově koná třídenní přehlídka tradic a zvyků Jablunkovska na festivalu Gorolski święto. Dříve byl místními obyvateli na hlídaní ovcí chován dnes již vymřelý ovčácký pes beskydský bundáš.

## Pamětihodnosti
- Pomník obětem 1. světové války[8]
- Pomník  legionářům[8]
- Pomník polských legionářů[8]
- Pomník Obětem 2. světové války a holocaustu, v parku[8]
- Pomník Obětem 2. světové války, členů spolku Humanita,  Alej míru, v areálu zdravotnického zařízení Sanatorium Jablunkov, a.s. [8]

## Obyvatelstvo

Věková struktura obyvatel obce Jablunkov roku 2011

## Osobnosti
- Jiří Drahoš (* 1949), inženýr a profesor chemie, předseda Akademie věd ČR,[9] senátor
- Rudolf Göbel (* 1953), biskup Církve československé husitské
- Augustin Handzel (1866–1952), sochař
- Zdeněk Eugen Hudeček (1887–1974), český námořník a voják, velitel ponorky
- Karol Piegza (1899–1988), etnograf
- Antonín Tomalík (1939–1968), výtvarník
- Antonín Velebnovský (1915–1941), pilot Royal Air Force padlý v bitvě o Británii

## Sport
V Jablunkově sídlí fotbalový klub 1. FK Spartak Jablunkov, který hraje I. A třídu (6. nejvyšší soutěž v Česku). Svá domácí utkání odehrává na Stadioně na Bělé, který se jmenuje podle stejnojmenné ulice Bělá, na které se nachází.
Ve městě sídlí také florbalový klub FBC Coyotes Jablunkov.
Dalším sportovním klubem sídlícím v Jablunkově je 1. Běžecký Jablunkov. Jedná se o atletický klub založený v roce 2007 a krátce nato přešel pod hlavičkou DDM Jablunkov. Klub je součástí atletického klubu TJ TŽ Třinec za nějž běhá mistrovské závody. Slavní atleti, kteří v klubu působili nebo působí jsou například Marek Chrascina, mnohonásobný mistr republiku v bězích do vrchu, získal rovněž bronz v roce 2019 na Mistrovství světa v běhu do vrchu. Dalšími atlety jsou například sourozenci Karolína a René Sasynovi.

## Doprava
Městem prochází silnice I. třídy I/68, silnice II. třídy II/474 a železniční trať Bohumín–Čadca.

## Partnerská města
- Gogolin, Polsko
- Kysucké Nové Mesto, Slovensko
- Siemianowice Śląskie, Polsko
- Ťačiv, Ukrajina

## Galerie

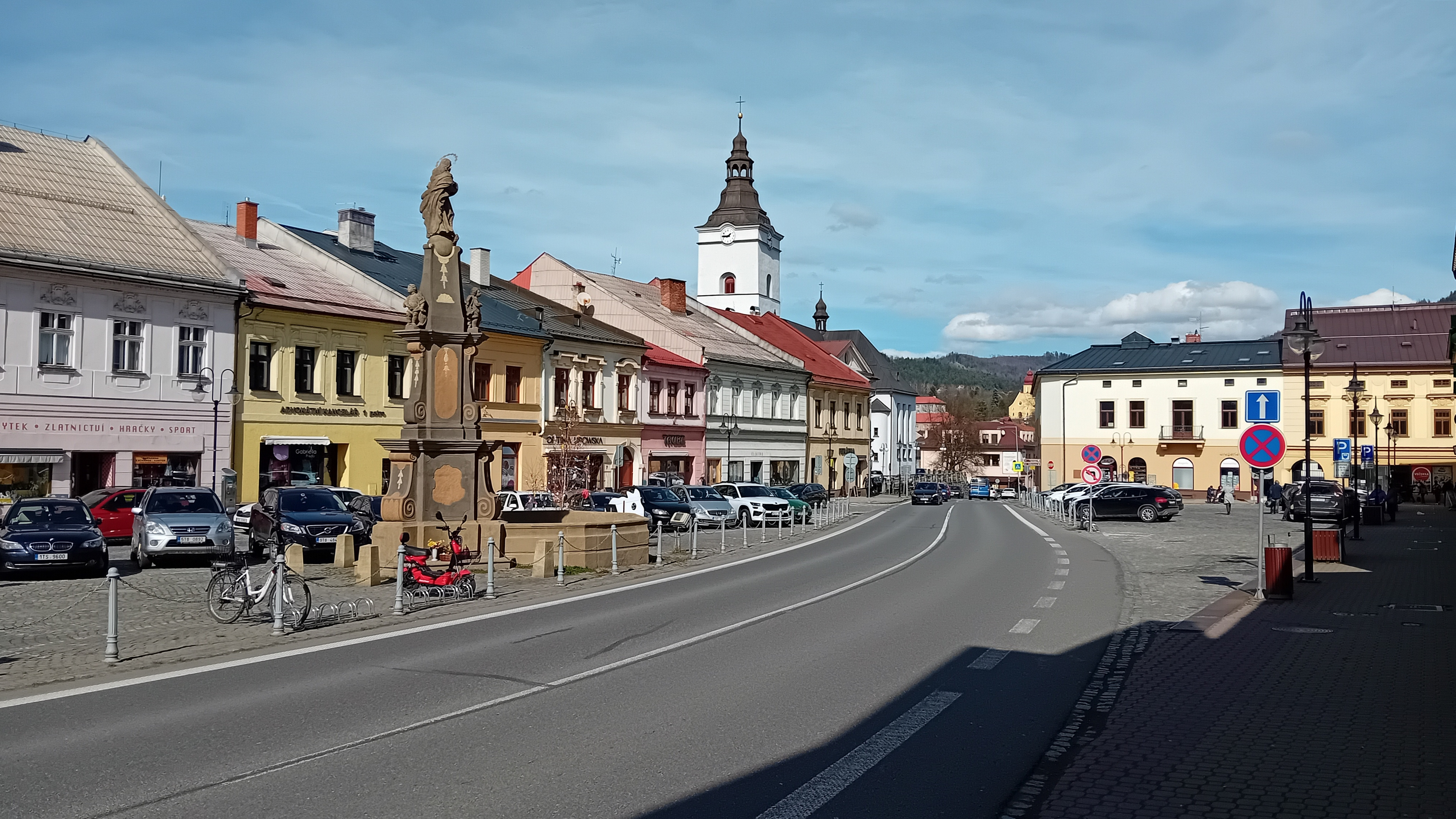
Mariánské náměstí
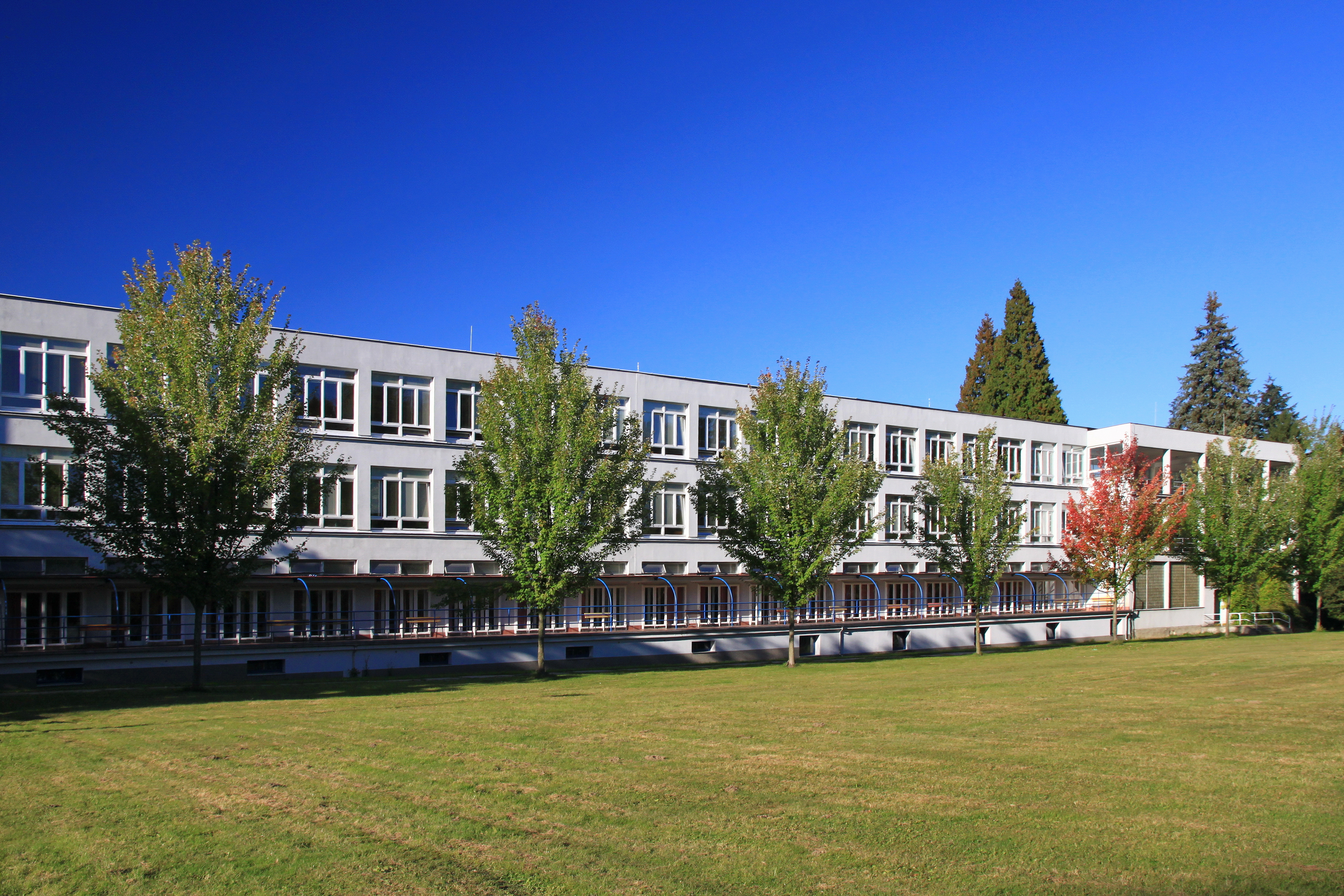
Plicní sanatorium
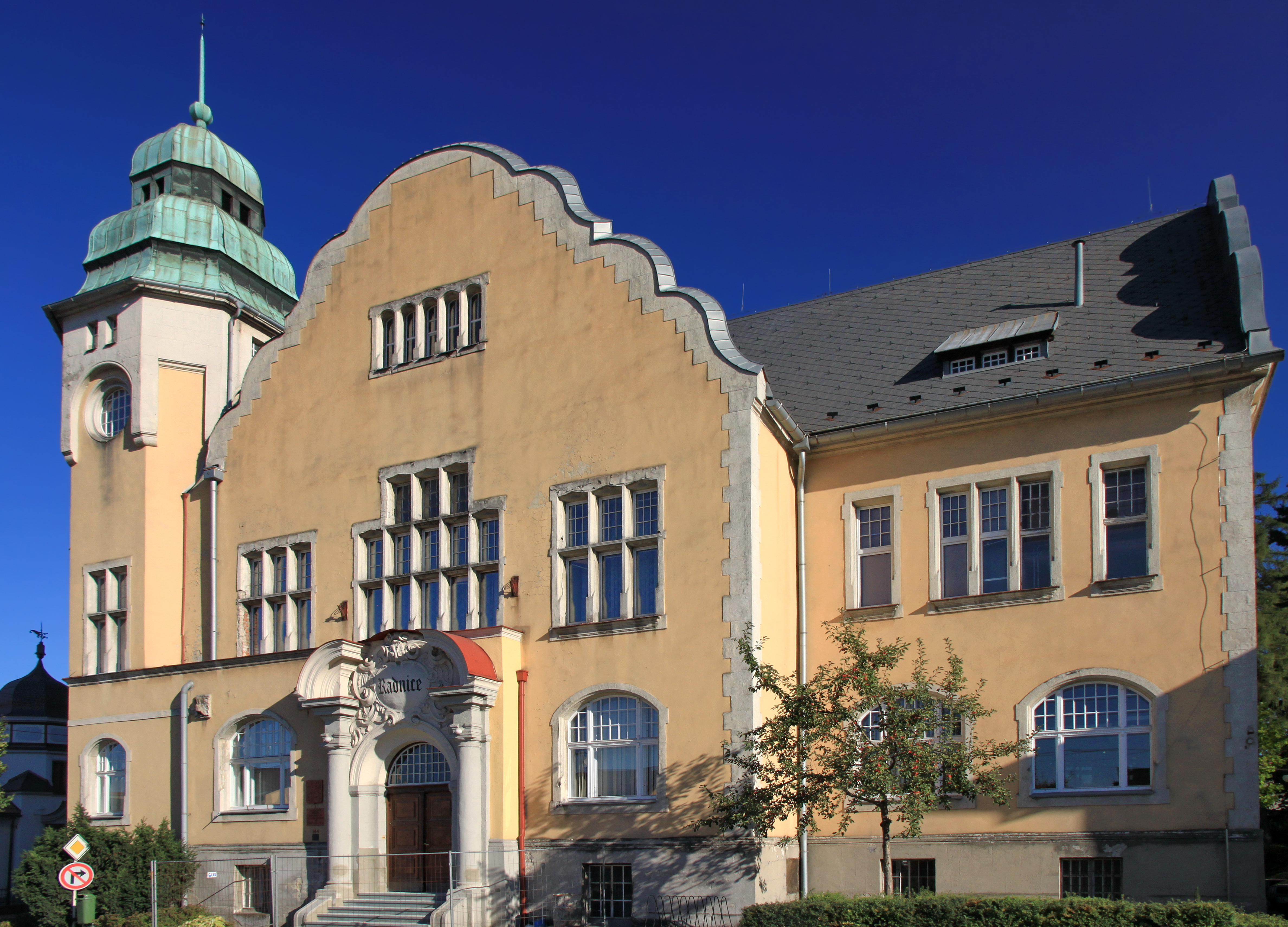
Jablunkovská radnice
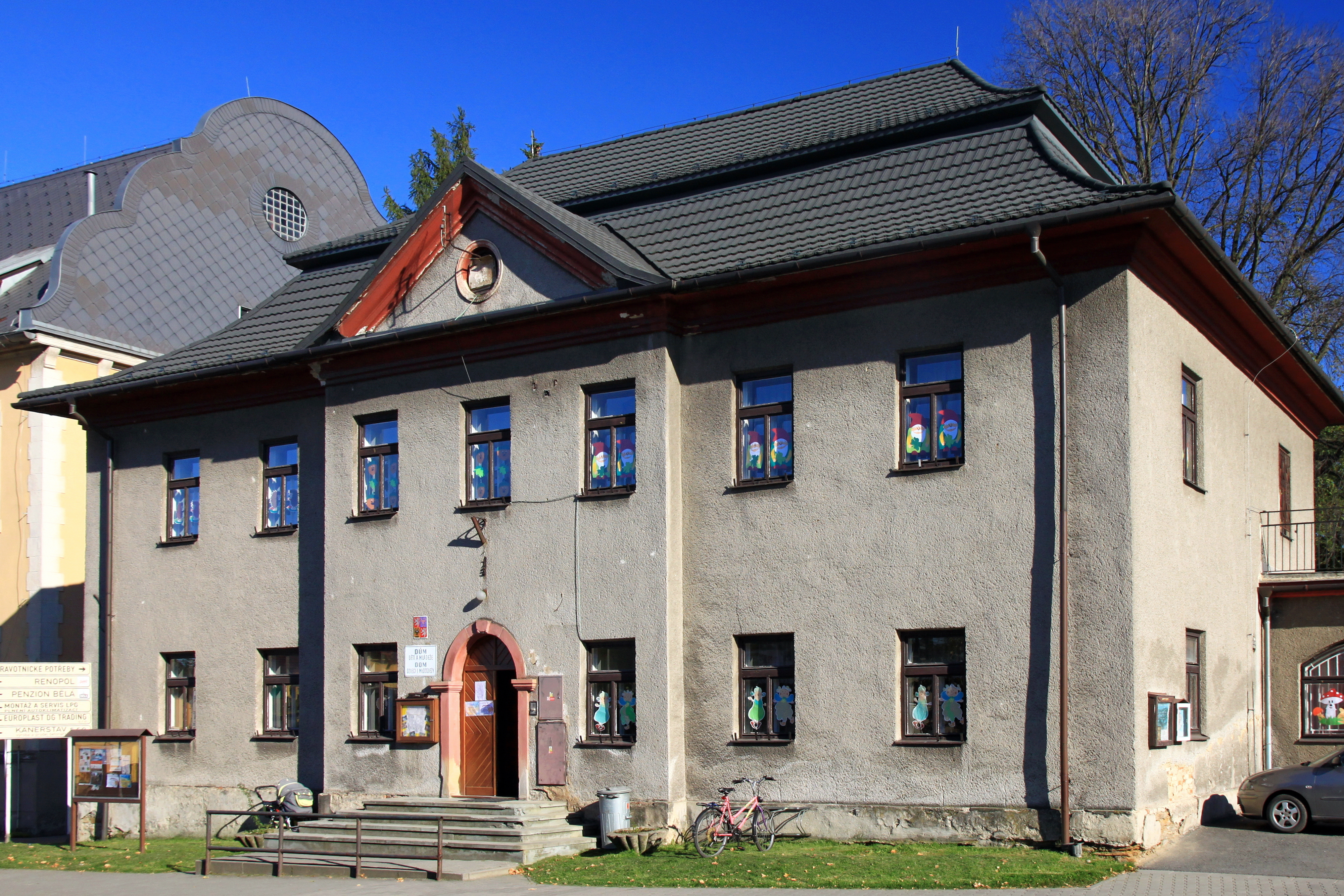
Dům dětí a mládeže, bývalá radnice
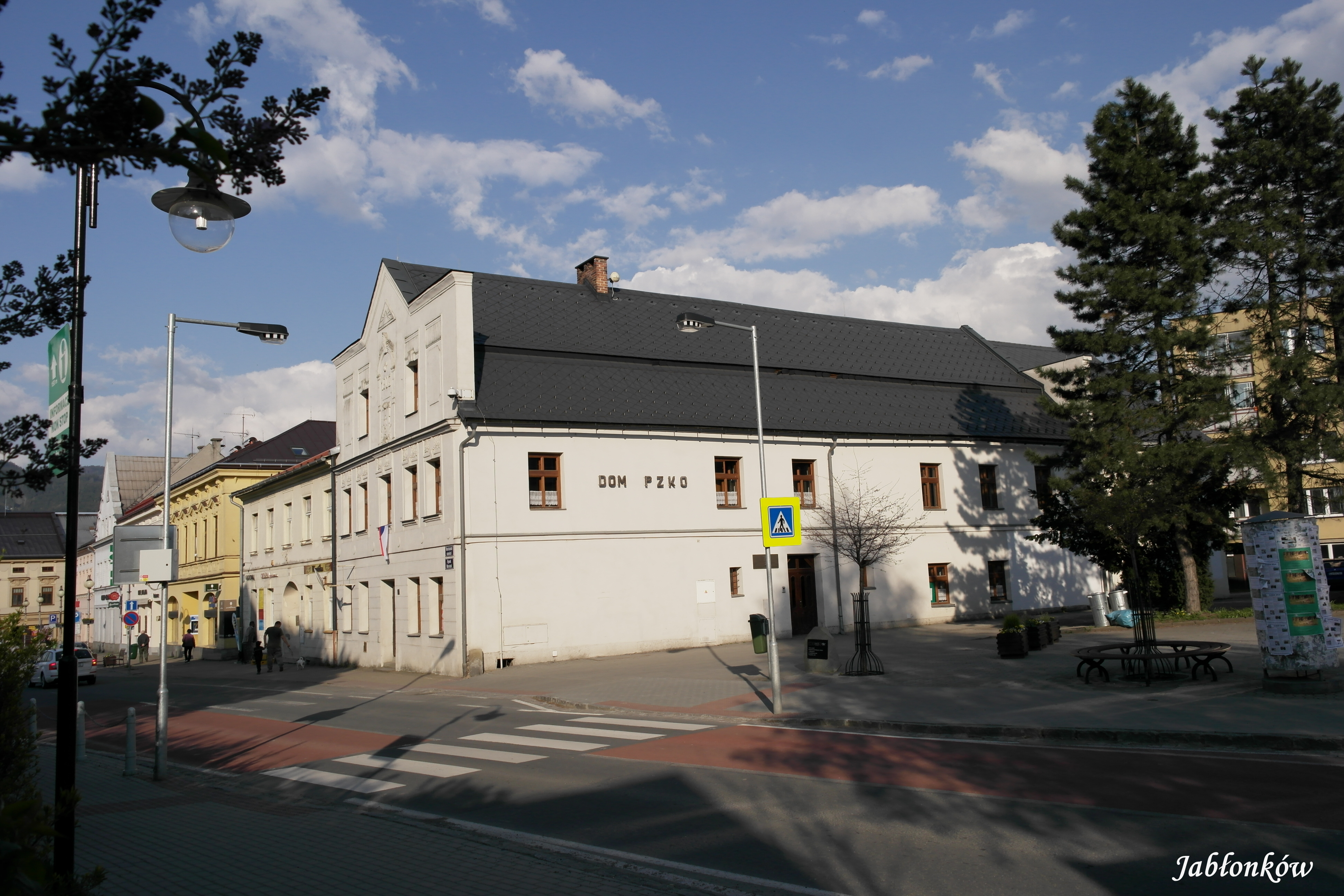
Dům PZKO
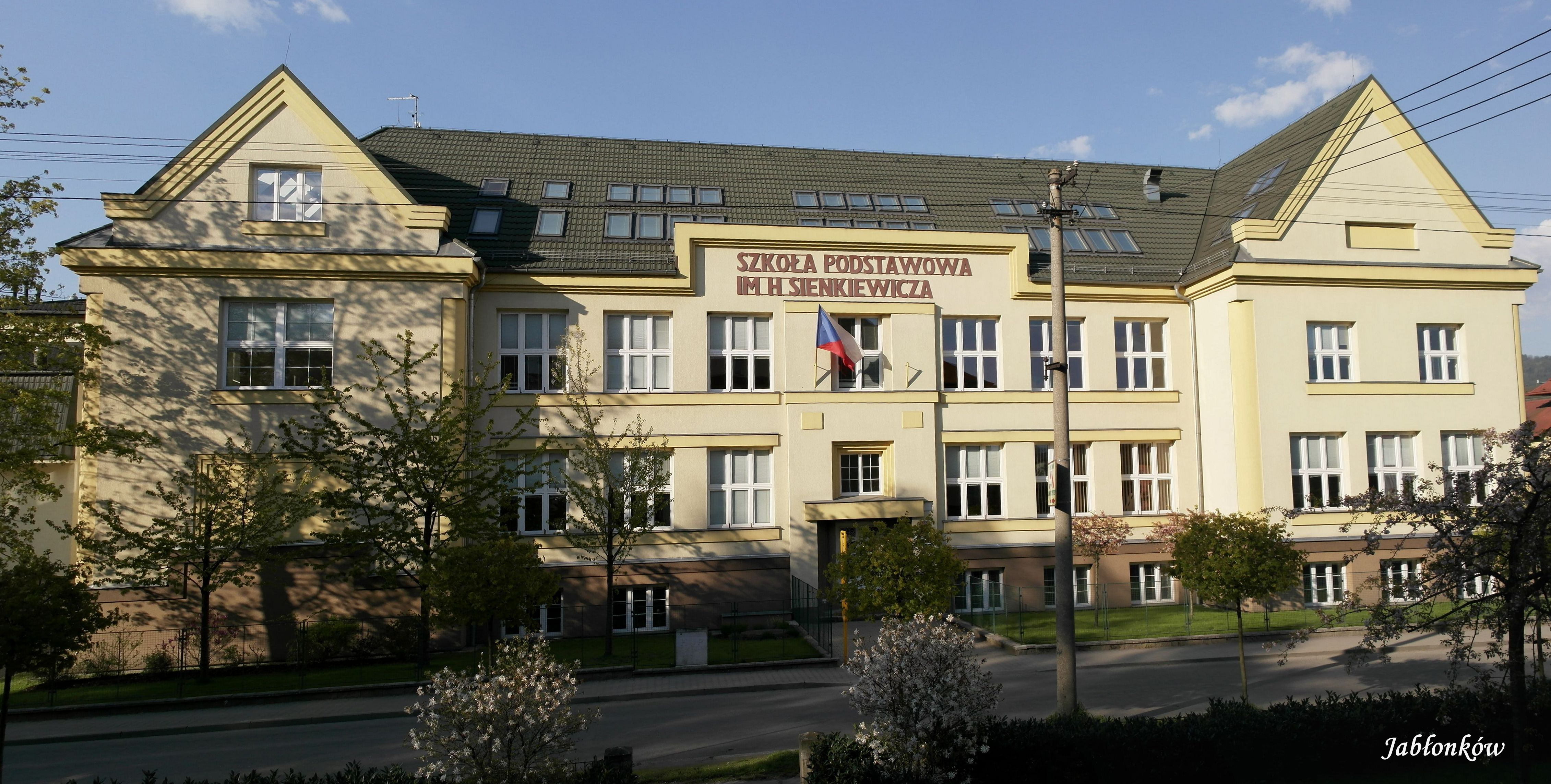
Polská škola